# Casa Mann Borgese
La casa Mann-Borgese è una dimora signorile situata via T. Mann numero 4 angolo via Donatello, nel quartiere di Roma imperiale a Forte dei Marmi.

## Storia
Leonardo Ricci era già piuttosto noto quando progettò, nel 1957, la casa a Forte dei Marmi per Elisabeth Mann Borgese, figlia del noto scrittore tedesco e moglie di Giuseppe Antonio Borgese. La committente ne rimase talmente entusiasta da dedicarle una presentazione su L'architettura cronache e storia del 1959 in cui, paragonando la casa a un "translatlantico pronto a salpare per le montagne" (le Alpi Apuane), esprime pieno apprezzamento per l'aggressività "virile" dell'impianto dinamico e del contrasto materico, - del resto tipico del linguaggio ricciano - tra cemento armato, vetro e pietrame grezzo di marmo di Carrara.

## Architettura
Ubicata nel retroterra di Forte dei Marmi, non lontano dal mare, la casa si relaziona organicamente al sito sulla base di un doppio principio - integrazione ed esternazione - connaturato alla logica progettuale dell'architetto ma qui risolto nella maniera più efficiente anche dal punto di vista espressivo, come si verificherà nel caso della successiva casa Balmain all'Isola d'Elba, dall'impianto completamente diverso.
Mentre la prima pianta a doppio ventaglio sfrutta in maniera ottimale le vedute panoramiche verso le montagne e verso la costa tirrenica, il corpo dell'edificio è ad un tempo 'librato' ed 'ancorato' rispetto al terreno. Difatti la casa poggia a ponte su robusti 'contrafforti' 'a scarpa', tipicamente ricciani, realizzati in pietrame di marmo (scarti delle cave di Carrara) proprio per denunciare efficacemente l'ancoraggio al terreno.
D'altronde il corpo dell'edificio in cemento armato (parte a vista e parte tinteggiata di bianco) tende ad autonomizzarsi da questa sorta di 'rustico basamento' che però prosegue in elevazione con setti che intersecano la struttura in cemento armato secondo una logica compositiva di matrice neo-plastica. Anche il blocco scale è collocato dentro un corpo turriforme di pietra ; soluzione già adottata da Ricci nella sua casa-studio e in casa Selleri a Monterinaldi. 
La casa si compone di tre livelli: a pianterreno ospita un soggiorno estivo, sorta di 'patio' delimitato dai contrafforti al piano sopraelevato si apre un ampio soggiorno (m. 18x16) che si eleva per due terzi dell'intera altezza ed è collegato alla cucina. Al centro del soggiorno, su cui affaccia il corridoio che conduce alla camere e ai servizi, era collocato un grande tavolo "da cocktail [...] in ardesia pesante con un semplice intaglio decorativo", disegnato dall'ing. Gianfranco Petrelli e poi realizzato insieme all'architetto Fabrizio Milanese. Gli altri arredi furono realizzati su disegno di Ricci, con la collaborazione dell'arch. Dusan Vasic.
Il costo della casa fu di circa 7000 lire/mc; dagli elaborati del progetto originale a firma di Leonardo Ricci, presentati al Comune di Forte dei Marmi, si rileva che l'impianto della casa è stato modificato in corso d'opera soprattutto in riferimento alla morfologia dei "contrafforti" anche se le caratteristiche del progetto sono rimaste fondamentalmente inalterate.